# Daniel Anyembe
Daniel Francis Anyembe (* 22. Juli 1998) ist ein dänisch-kenianischer Fußballspieler. Er war dänischer Nachwuchsnationalspieler, spielt als Erwachsener aber für Kenia.

## Karriere

### Verein
Daniel Anyembe war im Jahr 2009 von Esbjerg IF92 in die Fußballschule des Partnerklubs Esbjerg fB gewechselt. Am 4. Dezember 2016 lief der 18-jährige Anyembe beim 1:1-Unentschieden gegen Brøndby IF erstmals in der Superliga auf. Dies blieb sein einziger Saisoneinsatz, sein Club stieg zum Ende der Saison aus der Superliga ab, nachdem in der regulären Saison der letzte Tabellenplatz heraussprang und nach dem vierten Platz in der Abstiegsrunde die Esbjerger in die Relegations-Play-offs mussten. Nach einem 0:0 und einem 1:3 in der ersten Runde gegen Aarhus GF sowie einem 1:1 und einem 2:3 in der zweiten Runde gegen den AC Horsens stieg Esbjerg fB in die 1. Division ab. In der Folgesaison in der dänischen Zweitklassigkeit spielte Anyembe in 15 Partien, stand allerdings lediglich in sieben Spielen in der Startelf. Dennoch stieg Daniel Anyembe mit den Esbjergern in die Superliga auf. Im August 2018 wurde sein Vertrag bis 2022 verlängert. In der Saison nach dem Wiederaufstieg kam er regelmäßiger zum Einsatz und qualifizierte sich nach einem fünften Platz in der regulären Saison und einem dritten Platz in der Meisterschaftsrunde für die zweite Qualifikationsrunde zur UEFA Europa League und schieden dort gegen den belarussischen Vertreter FK Schachzjor Salihorsk aus. Dabei war Daniel Anyembe in beiden Partien zum Einsatz gekommen. In der Saison 2019/20 stand er bis zum 20. Spieltag in der Startformation und spielte dabei in den meisten Spielen über 90 Minuten, bis er im Januar 2020 eine Knieverletzung erlitt und für den Rest der Saison ausfiel. Esbjerg stieg am Ende der Saison ab. Nachdem der direkte Wiederaufstieg knapp verpasst wurde, wechselte Anyembe im Sommer 2021 zu Viborg FF, wo er einen Vertrag bis zum 30. Juni 2025 unterschrieb.

### Nationalmannschaft
Daniel Anyembe kam 2015 in jeweils zwei Spielen für die dänische U17-Nationalmannschaft und für die U18-Elf zum Einsatz. Zwischen 2016 und 2017 lief er sechsmal für die U19-Nationalmannschaft der Dänen auf und kam auch in der Qualifikation für die Europameisterschaft 2019 zum Einsatz. Nach vier Einsätzen für die U20 kommt Anyembe seit 2019 für die U21 von Dänemark zum Einsatz.